# چرخ بخت و فانتزی
چرخ بخت و فانتزی (انگلیسی: Wheel of Fortune and Fantasy) با نام اصلی تخیل و همزمانی وقایع (ژاپنی: 偶然と想像) یک آنتولوژی عاشقانه ژاپنی به کارگردانی ریوسوکی هاماگوچی است که در سال ۲۰۲۱ منتشر شد. از بازیگران این فیلم می‌توان به کیوهیکو شیبوکاوا اشاره کرد.
این فیلم در هفتاد و یکمین جشنواره بین‌المللی فیلم برلین به نمایش درآمد و برندهٔ جایزهٔ خرس نقره‌ای هیئت داوران جشنواره شد.

## داستان
فیلم از سه اپیزود تشکیل شده که از نظر داستانی، از یکدیگر کاملاً مستقل هستند اما نوع نگاه کارگردان به مضمون عشق و دوستی و انتخاب‌های آدم‌ها در زندگی، شباهتی کلی در تمام آن‌ها دارد. در هرکدام از اپیزودها به شیوه‌ای، مشکلات و چالش‌های مربوط به روابط در دنیای مدرن در موقعیت‌های مختلف، بررسی می‌شود و سه زن شخصیت‌های اصلی این سه اپیزود هستند.